# Lutherska missionshuset
Lutherska missionshuset är ett tidigare missionshus i Hjo. Exteriören är bevarad, med lätt klassicerad panelarkitektur med handhyvlad panel utanpå en timmerstomme, samt takfot med tandsnitt, dörr- och fönsterfoder på alla fasader. I trädgården finns ett falurött uthus med handhyvlad falsad panel. Dekoren innefattar bågfriser som avslutar locklistpanelen mot ett fönster, ett väggband eller en taklist. Bågfriserna har form av en rundbåge, en karnisbåge eller entreklöverbåge.
Lutherska missionshuset var det första missionshuset i Västergötland, när det uppfördes 1862. 
Bredvid missionshuset byggdes 1883 Betelkapellet, den nuvarande Equmeniakyrkan 1885, efter det att en grupp brutit sig ur missionsförsamlingen och bildat den nya församlingen "Hjo Kristna Brödraförening", senare ändrat till "Hjo Missionsförsamling". 
Missionshuset byggdes om till bostadshus 2014.

## Bildgalleri

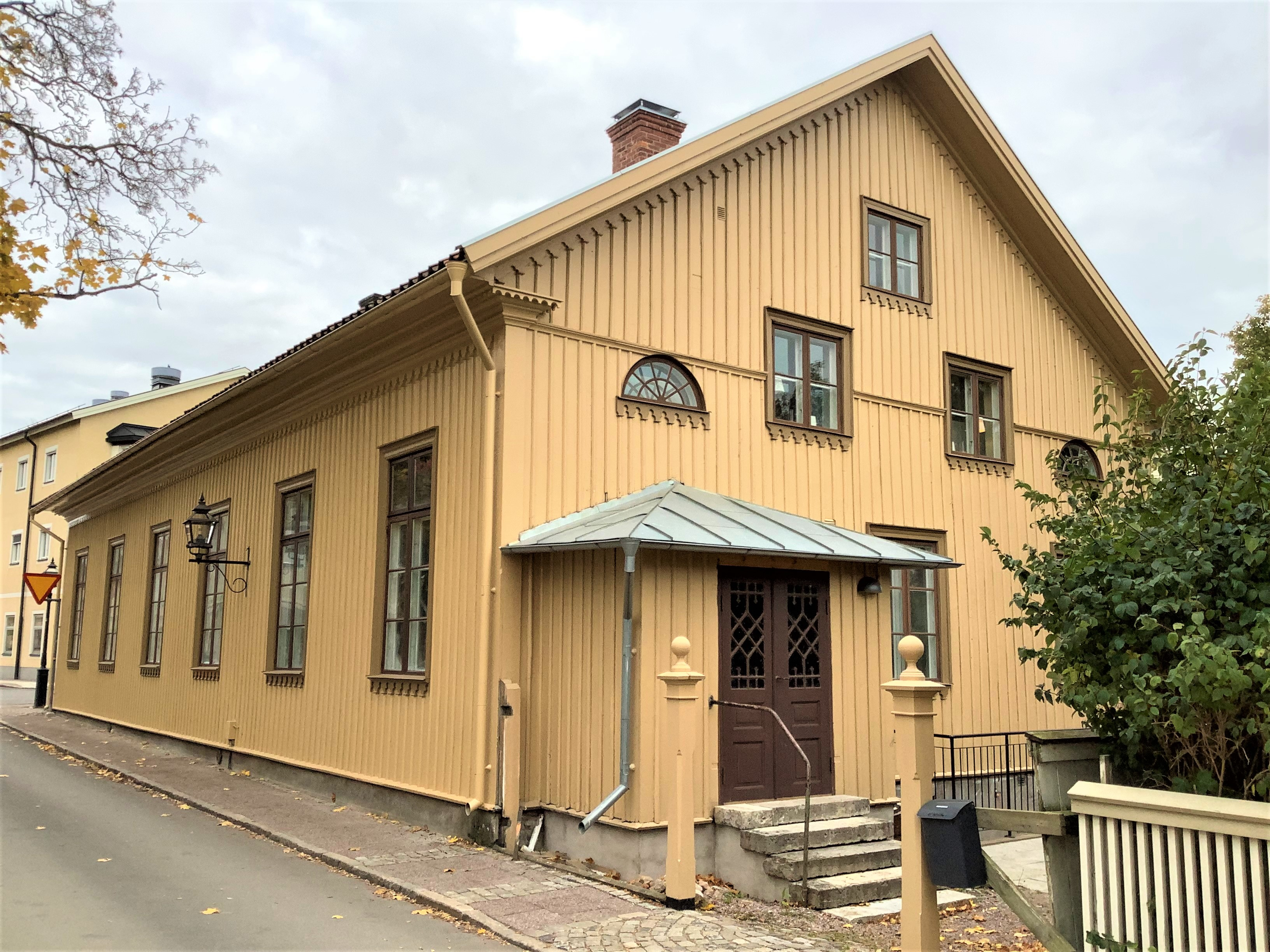
Fasader mot sydväst, med ingång till huset och trädgården från Trädgårdsgatan
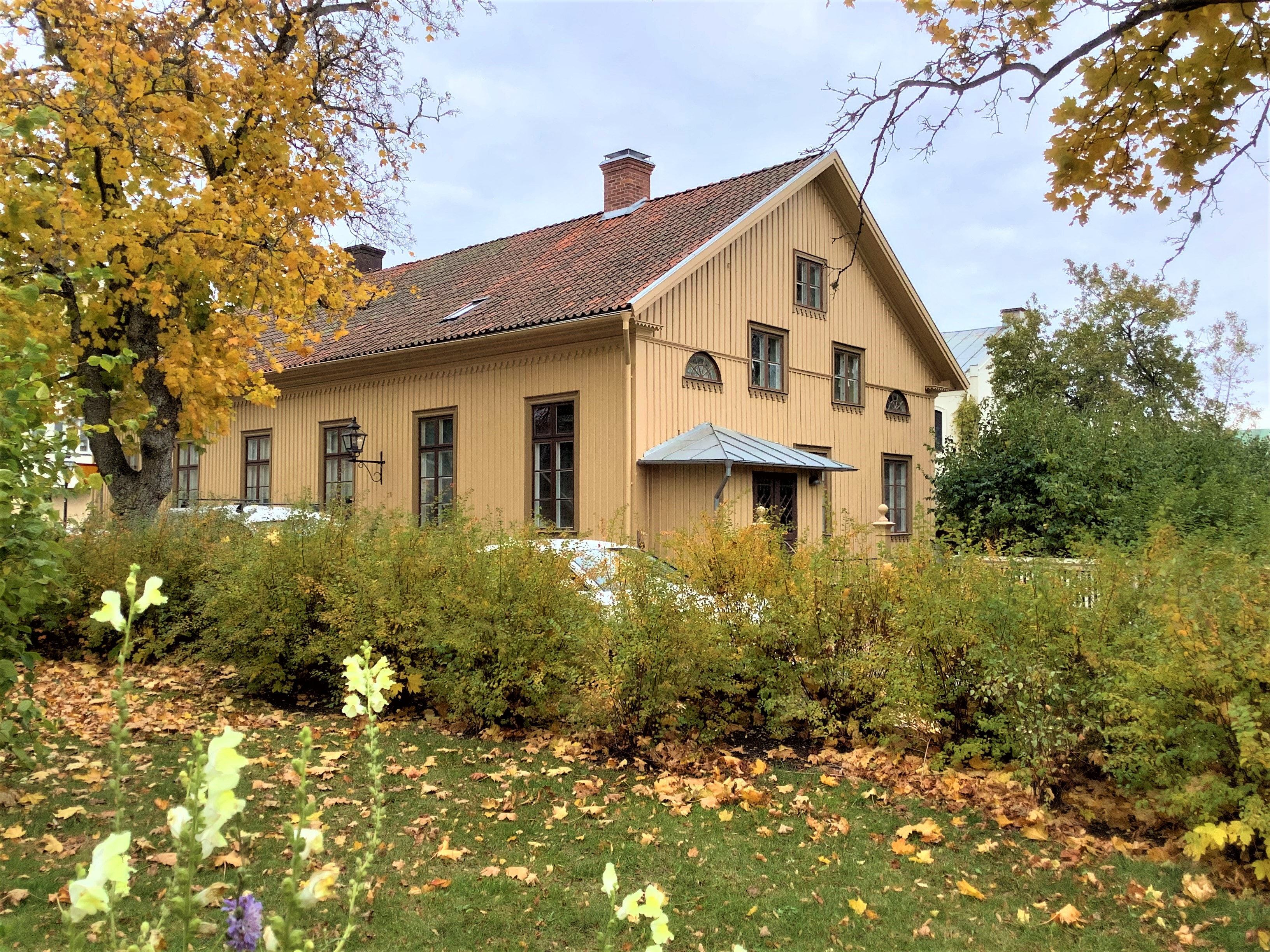
Det tidigare missionshuset sedd från Jakobsparken.